# Margaret Woodbridge
Pour les articles homonymes, voir Woodbridge.
Margaret Darling Woodbridge, née le 6 janvier 1902 à Détroit (Michigan) et morte le 23 février 1995 à Brooklyn, est une nageuse américaine.

## Biographie
Aux Jeux olympiques de 1920 à Anvers, Margaret Woodbridge remporte la médaille d'or du relais 4x100 mètres nage libre avec Frances Schroth, Irene Guest et Ethelda Bleibtrey. Elle est aussi médaillée d'argent du 300 mètres nage libre.